# 大石街道 (广州市)
大石街道是中国广东省广州市番禺区下辖的一个街道。辖区总面积19.34平方公里，下辖4个社区14个村。总人口13.5万人，其中常住人口5.4万人，流动人口8.1万人，2009年，全街实现国内生产总值92.28亿元。

## 名称由来
唐末战乱时曾有一南迁官员隐居与飞鹅岭上的石岩中，逢人询其住处，便答曰；“住在大石”，后以之为地名。

## 历史变迁
- 明、清两代，镇境分属之大石堡、大山堡和沥滘堡
- 清末明初，分属茭塘司之维安社乡和显社乡
- 民国20年，属二区显社乡和三区和平乡（维安乡）
- 解放初属禺南西区（1950年5月改称三区）
- 1953年3月分为五区和六区，大石为六区区府驻地，后称大石区
- 1957年3月撤区，析出大石、钟村、沙头三个大乡
- 1958年10月，属番禺人民公社大石团（后该为基层公社）
- 1959年4月-6月，先后分出沙头、钟村公社，大石公社建制一直沿至1984年始改为大石区
- 1987年改为大石镇
- 2006年大石镇分拆为大石街道和洛浦街道

## 行政规划
- 居民委员会：星河湾、富丽、富庭、大石
- 行政村：涌口、大山、河村、礼村、植村、东联、北联、大兴、山西、大维、猛涌、诜村、会江、官坑

## 交通

### 地铁
█2号线：会江站
█3号线：大石站

## 著名景点

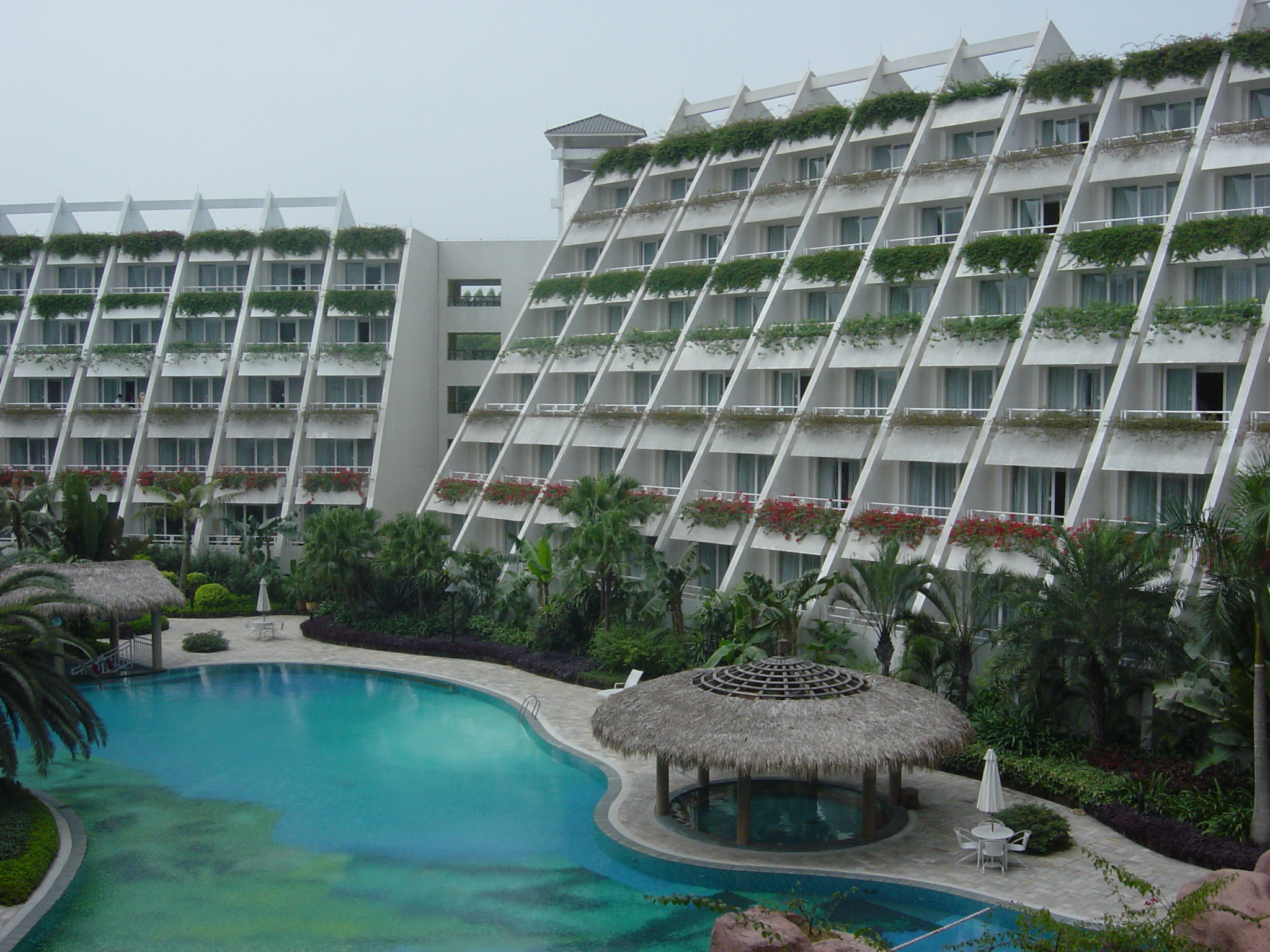
长隆酒店内花园泳池一角

- 长隆野生动物世界
- 香江大酒店
- 香江酒家
- 长隆酒店
- 星河湾酒店
- 长隆欢乐世界
- 长隆水上乐园
- 长隆国际大马戏
- 長隆飛鳥樂園

## 政务中心
广州市番禺区大石街道政务服务中心（英語：Guangzhou Panyu Dashi Subdistrict Government Affairs Center，广州话拼音：Gwongzausi Punyukoi Daisek Gaido Zhingmou Fokmou Zungsum，简称“番禺区大石街政务服务中心”、“大石街政务服务中心”、“大石政务中心”），是广州市番禺区大石街道的街镇级政务服务场所，位于大石街道植村村敏昌街96号4栋（旧址在岗东路149号，2022年3月28日搬迁至现址）。